# 叶酸
叶酸（INN:folic acid，也稱Folate），另有维生素B9、维生素M、维生素Bc、蝶酰谷氨酸的名稱，屬於維生素B中的一種。葉酸可用於治療由葉酸缺乏症引起的貧血。葉酸也是孕婦的營養補充品。在新生兒的神經管缺陷病例中，有超過一半被認為肇因懷孕初期葉酸攝取不足所致。有超過50個國家利用加入葉酸的營養強化食品來減少胎兒發生神經管缺損的比例。長期補充葉酸和中風及心血管疾病風險的小幅下降有關。葉酸可以口服，也可以用注射的方式補充。

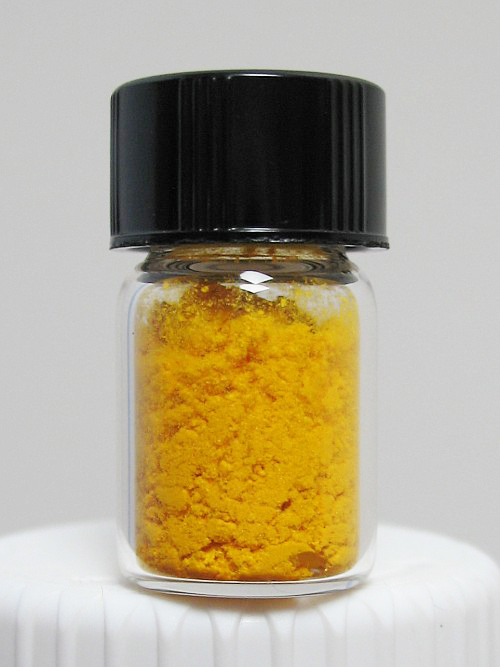
呈黃橙色結晶性粉末形式的葉酸。

正常劑量下的葉酸不會造成副作用，但還不確定長期的高劑量攝取是否有需要關注的問題。不過已知高劑量的葉酸攝取會讓维生素B12缺乏症的問題較不易被檢查到。人體在製造DNA、RNA，以及製造细胞分裂需要的胺基酸代謝時，都必須用到葉酸。因為人體無法自行製造葉酸，因此葉酸屬於人體必需的维生素。
葉酸攝取不足會造成葉酸缺乏症，導致巨母紅血球性貧血，症狀包括疲勞、心悸、呼吸困难、舌頭上長瘡，以及皮膚或髮色發生變化，兒童若從膳食中攝入不足，一個月後會出現葉酸缺乏症。成人體內正常的葉酸總量在10–30毫克，其中約一半儲存於肝臟，其餘則分布於血液和身體組織中。血漿中天然葉酸的濃度範圍通常在150至450奈摩爾之間。
-->
葉酸是在1931年至1943年之間被發現，首次由赫歇爾·K·米切爾及其同事从菠菜叶中提取及纯化，將其命名为叶酸。葉酸列在世界衛生組織基本藥物標準清單中，是基礎公衛體系中所需，最有效及安全的藥物。於2022年，葉酸是美國處方量排名第65位的藥物，處方箋累計數量超過1,000萬張。2014年在開發中國家，每一劑的葉酸膳食補充品價格在0.001至0.005美金之間。葉酸的英文folic源自拉丁文的folium，意思就是葉子。在許多的食物中都含有葉酸，特別是深綠色的葉菜類以及動物肝臟。
在化學層面上，葉酸鹽由三個明確的化學結構單元組成，彼此相連。首先是一個蝶呤環（具體的化學名稱是2-氨基-4-羥基蝶呤），它是一個雜環化合物，透過一個橋聯亞甲基與一個對胺基苯甲酸基團相連。而這個對氨基苯甲酰基團，再經由一個酰胺鍵與麩胺酸或多聚麩氨酸結合。此外，在蝶啶環的N5氮原子和/或對氨基苯甲酰基團的N10氮原子上，還可以連接各種氧化數的一碳單元。

## 對人體健康的影響
葉酸在嬰兒期和懷孕期等細胞頻繁分裂與生長的階段尤為重要。缺乏葉酸會阻礙DNA的合成和細胞分裂，其中以造血細胞和腫瘤細胞受到的影響最為顯著，因為這兩種細胞分裂速率較高。相較之下，RNA的轉錄和後續的蛋白質合成受到葉酸缺乏的影響較小，這是因為信使核醣核酸 (mRNA) 可被回收並重複利用（與需要合成全新基因組副本的DNA合成不同）。

### 新生兒先天缺陷
孕婦體內葉酸不足已被證實與胎兒神經管缺陷（NTDs）的發生有關聯。估計在全球許多國家實施強制性食品葉酸強化政策之前，每年約有30萬個神經管缺陷新生兒的案例。由於神經管缺陷通常在懷孕初期（ 首月）就已形成，因此建議計劃懷孕的婦女在受孕前及懷孕期間都應確保攝取充足的葉酸，最好是透過含葉酸的膳食補充劑來達成。美國疾病管制與預防中心（CDC）建議，為有效預防新生兒神經管缺陷，育齡婦女每日應攝取400微克的葉酸。

### 生育力
葉酸有助於精子生成。對於女性而言，葉酸對於卵母細胞的品質和成熟、胚胎著床、胎盤形成、胎兒生長和器官發育均非常重要。

### 心臟疾病
一份統合分析報告中指出，多年補充葉酸（大多數納入的臨床試驗劑量高於每日1,000微克的上限）僅能小幅降低4%的心血管疾病的相對風險。另外兩份較早期所做的統合分析，由於未納入較新的臨床試驗結果，報告顯示葉酸補充對心血管疾病風險並無影響。

### 中風
補充葉酸能降低中風的風險，其絕對風險從4.4%降至3.8%，等於相對風險降低10%。另有兩項統合分析也得到相似的相對風險下降結果。在這三項分析中，有兩項的研究對象僅限於先前已罹患心血管疾病或冠狀動脈心臟病的患者。這種益處可能與降低血液中的同半胱胺酸濃度有關，因為分層分析顯示，同半胱氨酸濃度降幅越大，中風風險降低的幅度也越大。此外，在未強制實施穀物葉酸強化的國家中進行的研究中，使用葉酸後，顯現出更為顯著的保護效果 。研究顯示，相較於使用較高劑量的葉酸補充劑，反而是使用較低劑量的葉酸補充劑的試驗組，有更顯著降低中風風險的效果。

### 癌症
長期葉酸攝取不足可能會增加罹患大腸癌、乳癌、卵巢癌、胰臟癌、腦癌、肺癌、子宮頸癌和攝護腺癌的風險。
另一方面，由於葉酸對於快速分裂的細胞和組織具有重要作用 ，而癌細胞恰好具有快速分裂的特性，因此醫學上發展出可干擾葉酸代謝的藥物來治療癌症。其中，氨甲蝶呤（methotrexate）是一種常見的抗葉酸藥物，其作用機制是把不具活性的二氫葉酸（DHF）轉化為具有活性的四氫葉酸（THF）的過程抑制住，進而阻礙癌細胞生長 。然而需注意的是，氨甲蝶呤可能對身體產生毒性。

### 神經系統疾病
葉酸和維生素B12在將同半胱胺酸轉換為甲硫胺酸的代謝過程中扮演重要角色。研究顯示，血漿中同半胱胺酸濃度升高以及葉酸含量過低，可能與認知障礙、失智症和阿茲海默氏症的發生有關聯。補充葉酸和維生素B12確實能夠有效降低血漿中的同半胱胺酸水平。然而，多項文獻回顧指出，無論是單獨補充葉酸，還是與其他B群維生素合併補充，目前並無證據顯示能預防認知障礙發生，也無法有效減緩認知功能衰退。

### 與B12和鐵交互作用
葉酸、維生素B12和鐵是人體必需的三種營養素，它們之間存在複雜的交互作用。但須注意的是，缺乏葉酸或維生素B12可能會掩蓋鐵缺乏的狀況。因此，在考慮以膳食補充劑方式攝取這三種營養素時，維持這三者間的平衡非常重要。

### 瘧疾
針對瘧疾流行地區的兒童，研究發現同時補充鐵和葉酸可能反而會增加因瘧疾而導致的死亡風險。世界衛生組織（WHO）基於這項發現，已調整在這些地區（例如印度）針對五歲以下兒童的鐵和葉酸補充政策。

## 吸收、代謝與排泄機制
我們從食物中攝取的葉酸，約有3分之1是以結構較簡單的單麩胺酸形式存在，其餘3分之2則是結構較複雜的多麩胺酸形式。這些多麩胺酸形式的葉酸，在抵達近端小腸時，會經由腸細胞刷狀緣上的一種稱為γ-麩胺醯水解酶的作用，水解轉化為單麩胺酸，以便後續吸收 。
單麩胺酸形式的葉酸主要透過一種名為質子偶聯葉酸轉運蛋白（PCFT）的蛋白質被腸道吸收，這個蛋白是由SLC46A1基因所編碼。PCFT在酸性環境下（pH值約5.5）的運作效率最高，這正好與近端小腸的環境相符。PCFT不僅能結合還原型葉酸，也能結合葉酸本身。
此外，還有一種次要的葉酸轉運蛋白，稱為還原型葉酸載體（RFC），它由SLC19A1基因編碼。RFC在小腸的迴腸部位，於較為中性的pH值（約7.4）下運作最佳，但它對葉酸的親和力較低。當身體處於葉酸缺乏的狀態時，這兩種轉運蛋白的生成量都會增加，這是一種身體自我調節的機制。RFC除在腸道吸收中扮演關鍵角色外，在全身幾乎所有組織中都有表達，是生理條件下血液循環中將葉酸運送到細胞的主要途徑。有趣的是，當我們攝取高劑量的葉酸補充劑時，還會透過一種類似被動擴散的方式進行吸收。

### 生物合成途徑
動物（包括人類）無法自行合成葉酸，表示我們必須完全依賴飲食來獲取。相較之下，植物、真菌以及某些原生動物、細菌和古菌都具備從頭合成葉酸的能力，但它們間的生物合成途徑存在一些差異。葉酸分子的合成是一個精密的過程，它需要蝶呤焦磷酸、對胺基苯甲酸（PABA）和麩胺酸作為前驅物，並在二氫蝶酸合成酶和二氫葉酸合成酶的催化下完成。其中，蝶呤的合成則是由三磷酸鳥苷（GTP）經過一系列酶促反應逐步產生。而另一個重要的前驅物PABA，則是植物和微生物體內莽草酸途徑的代謝產物。

## 藥物交互作用
一些藥物會干擾葉酸轉化為具有活性的四氫葉酸（THF）的過程，進而影響身體的正常功能。其中一類是抗葉酸藥物，它們透過抑制二氫葉酸還原酶的活性來發揮作用，這包括抗菌藥物甲氧苄啶、抗原蟲藥物乙胺嘧啶以及化學治療藥物胺甲蝶呤。另一類是磺胺類藥物，它們會與葉酸合成所需的關鍵物質對胺基苯甲酸（PABA）競爭，抑制二氫蝶酸合成酶的活性。
此外，常用於治療癲癇和某些精神疾病（如躁鬱症）的丙戊酸，也被證實是一種葉酸抑制劑。研究顯示孕期服用丙戊酸可能會增加胎兒先天性缺陷的風險，特別是神經管缺陷，並且可能提高後代罹患認知障礙和自閉症的可能性。有證據顯示，在服用丙戊酸期間攝取足夠的葉酸會具有一定的保護作用。
葉酸缺乏在酗酒者中相當常見，這主要可歸因於兩個因素：首先，他們往往飲食不均衡，導致葉酸攝取不足；其次，酒精會直接抑制腸道對葉酸的處理和吸收功能。具體來說，長期飲酒會干擾食物中多麩胺酸形式葉酸的消化分解，同時也會阻礙分解後產生的單麩胺酸形式葉酸被腸道細胞吸收。更重要的是酒精會顯著降低腸道細胞上還原型葉酸載體（RFC）的表現量，而RFC正是負責葉酸吸收的重要蛋白質。由於這兩個方面的影響，酗酒者者更容易出現葉酸缺乏的狀況。

## 膳食攝取建議
由於人工合成的葉酸補充劑與天然食物中不同形式的葉酸在被人體吸收利用的效率上存在差異，因此營養學界制定有"膳食葉酸當量"（Dietary Folate Equivalent, DFE）的系統，以便能更精確評估葉酸的攝取量。在這個系統中，1微克的膳食葉酸被定義為1個DFE。然而，當我們攝取1微克的葉酸補充劑時，由於其吸收率較高（至少85%），因此會被視為相當於1.7微克的DFE。造成這種差異的主要原因是食物中天然存在的葉酸，其平均吸收率僅約為50%。因此，在評估葉酸攝取量時，需要考慮葉酸的來源，才能更準確地判斷是否達到膳食建議量。
不同國家和地區的衛生機構針對葉酸的膳食攝取均提出相關建議。美國國家醫學院制定一套完整的膳食參考攝取量（Dietary Reference Intakes, DRIs），其中包括估計平均需求量（EARs）、建議膳食攝取量（RDAs）、足夠攝取量（AIs）以及耐受性上限攝取量（ULs）。
歐洲食品安全局（EFSA）也提出類似的膳食參考值（Dietary Reference Values）。與美國的DRI系統相比，EFSA使用群體參考攝取量（Population Reference Intake, PRI）來取代RDA，並以平均需求量（Average Requirement）取代EAR。至於足夠攝取量（AI）和耐受性上限攝取量（UL），兩者的定義則相同。根據EFSA的標準，18歲以上的成年男女每日的PRI為330微克。對於懷孕婦女，PRI提高至每日600微克，哺乳期婦女則為每日500微克。1至17歲的兒童，其PRI則隨著年齡的增長，從每日120微克逐步增加到270微克。這些數值與美國的RDA標準存在一些差異。
此外，英國醫學食品和營養政策委員會在1991年制定的葉酸膳食參考值，則將成人的每日攝取量設定為200微克。由此可見，不同國家和地區對於葉酸的建議攝取量確實略有不同。

### 安全性考量
一般而言，葉酸的毒性風險相當低，這是因為葉酸屬於水溶性維生素，過量的部分會隨著尿液排出體外。然而，攝取高劑量的葉酸仍存在一個潛在的健康疑慮，那就是它可能會干擾維生素B12缺乏所導致的惡性貧血的診斷。高劑量的葉酸可能會改善貧血的症狀，但卻無法根本解決缺乏維生素B12的問題，而延誤正確的診斷和治療。更重要的是，對於已經存在維生素B12缺乏的個體，高劑量的葉酸甚至可能誘發或加劇神經病變的症狀。基於這些考量，制定葉酸的耐受性上限攝取量（UL）是相當有其必要，以確保公眾在補充葉酸時的安全。

## 葉酸缺乏
葉酸是人體必需的維生素，一旦缺乏可能會引發多種健康問題。常見的症狀包括舌炎、腹瀉、情緒低落（憂鬱）、意識混淆，以及貧血。對於孕婦而言，葉酸缺乏更可能導致胎兒出現嚴重的神經管缺陷和腦部發育異常。此外，葉酸缺乏還可能出現疲勞、頭髮過早變白、口腔潰瘍、生長遲緩以及舌頭腫脹等 。
為診斷是否為葉酸缺乏，醫療上通常會進行全面的血液檢查，包括全血細胞計數，以評估紅血球等血液成分的狀況。同時，也會檢測血漿中維生素B12和葉酸的濃度，因為維生素B12的缺乏也可能與某些葉酸缺乏的症狀相似，並且兩者在體內代謝上存在關聯，同時檢測有助於做出更精確的判斷。

## 食物中來源
若想了解各種食物的葉酸含量，可以參考美國農業部農業研究局所維護的食品成分資料庫，其中詳細列出數百種食物的葉酸含量。此外，食品強化倡議組織也記錄有全球實施食品強化計畫的國家，並說明各國在哪些食品中添加哪些營養素，以及這些強化計畫是屬於自願性質，還是強制性的。
美國自1998年1月起就開始強制在強化麵包、早餐穀物、麵粉、玉米粉、義大利麵、米飯及其他穀物製品中添加葉酸。截至2023年，全球已有140個國家強制在至少一種食品中添加維生素，其中有69個國家規定必須強化葉酸。最常被強化的食品是小麥粉，其次是玉米粉和米飯。各國添加的葉酸劑量不一，從每公斤0.4毫克到5.1毫克不等，但大多數集中在每公斤1.0到2.5毫克的範圍，換算成每100克約為100到250微克。
需注意的是食物中天然存在的葉酸容易在高溫烹調的過程中被破壞，尤其是在烹調酸性食物或使用酸性醬汁時更容易流失。由於葉酸是水溶性維生素，因此水煮也可能導致葉酸從食物中溶出。

## 食品中葉酸強化
食品強化是指在小麥粉或其他食品中添加合成葉酸的措施，其主要目的是透過提高大眾的血液葉酸濃度，而促進整體公共健康。之所以選擇使用合成葉酸進行強化，主要是因為它在食品的加工和儲存過程中具有較高的穩定性。
自從科學界發現葉酸攝取不足與胎兒神經管缺陷之間存在明確關聯後，全球各地的政府和衛生組織紛紛針對計劃懷孕的婦女提出補充葉酸的建議。然而，由於胎兒的神經管在妊娠的最初四週就已閉合，而許多婦女在這個階段可能還不知道自己已經懷孕，為更有效地確保育齡婦女攝取足夠的葉酸，許多國家最終決定實施強制性的食品葉酸強化計畫。透過在常見食品中添加葉酸，可以更廣泛地提升群體葉酸攝取量，而能降低神經管缺陷的發生風險。
目前全球已有超過80個國家在其穀物產品中添加葉酸，這項措施可能是政府強制要求，也可能是食品生產商的自願行為。經過葉酸強化的穀物產品，例如麵包、早餐穀物和麵粉等，已經成為許多國家人口葉酸攝取的重要來源。透過在這些日常食用的主食中添加葉酸，能夠有效地提高民眾的葉酸攝取量，對於預防葉酸缺乏以及相關的健康問題具有積極意義。

## 歷史
在1920年代，科學界一度認為葉酸缺乏與貧血是同一種健康問題。直到1931年，英國研究員露西·威爾斯進行一項關鍵性的觀察，她發現啤酒酵母能夠有效預防和逆轉妊娠期間發生的貧血 。這項發現促使科學家開始尋找啤酒酵母中具有這種療效的物質。
科學家們在1930年代後期終於確認，啤酒酵母中能夠矯正貧血的關鍵成分就是葉酸。美國科學家赫歇爾·K·米切爾、埃斯蒙德·E·斯內爾和羅傑·J·威廉姆斯於1941年從菠菜葉中首次成功分離並萃取出這種物質。由於葉酸最初是在深綠色的葉類蔬菜中被發現的，因此它的英文名稱 "folic" 便源自拉丁語單詞 "folium"，意指"葉子"。在葉酸被正式命名之前，科學界也曾根據不同的研究對象賦予它一些其他的名稱，例如根據乳酸桿菌（L. casei）的研究結果稱為乾酪乳桿菌因子，在小雞實驗後稱為維生素Bc，以及在猴子實驗後稱為維生素M。
科學家鮑伯·斯托克斯塔德（Bob Stokstad）在1943年於美國氰胺公司旗下的李德爾實驗室（Lederle Laboratories）成功分離出純粹的結晶狀葉酸，並進一步解析其化學結構。這項重要的研究成果，為後續的藥物開發奠下基礎。
科學家們基於對葉酸結構的了解，而合成抗葉酸藥物氨基喋呤。這是一種能夠干擾葉酸代謝的物質。美國醫生西德尼·法伯於1948年首次將氨基喋呤應用於臨床，以治療兒童白血病，展現葉酸及其代謝途徑在癌症治療領域的潛力。
科學家在1950年代和1960年代開始深入研究葉酸在體內的生化作用機制，逐步揭示葉酸在細胞代謝中的重要性。一項重要的研究於1960年將孕婦葉酸攝取不足與胎兒神經管缺陷的風險明確地聯繫起來 ，這為後續的公共衛生政策提供關鍵的科學依據。
美國和加拿大政府到1990年代後期意識到雖然當時已經有公共教育宣導以及市面上可購買到葉酸補充劑，但育齡婦女普遍難以僅透過飲食和自願補充來達到每日建議的葉酸攝取量。為能更有效預防神經管缺陷的發生，這兩國最終決定實施強制性的食品葉酸強化計畫 - 將葉酸添加到常見的食品中。全球截至2018年12月已有62個國家採取強制性的食品葉酸強化措施，而展現國際社會對於透過食品強化來提升葉酸攝取量、保障公共健康的重視。

## 獸醫學應用
在獸醫臨床上，當貓或狗呈現出可能與葉酸缺乏相關的症狀時，獸醫可能會安排相關的檢測以確認診斷。研究顯示，相較於狗，患有外分泌胰腺功能不全的貓更容易出現血清葉酸濃度偏低的情形。此外，針對某些特定犬種，這些犬種天生就比較容易發生唇顎裂，研究發現，在牠們的飲食中額外補充葉酸，能夠顯著降低這種先天性缺陷的發生率。這顯示葉酸對於動物的健康，尤其是在特定健康狀況或品種傾向方面，也扮演重要的角色。

### 引用
1. 1 2 3  . Office of Dietary Supplements, US National Institutes of Health. 2021-03-29  [2022-04-29]. （原始内容存档于2011-04-02）.
2. 1 2  Welch AD. . Perspect. Biol. Med. 1983, 27 (1): 64–75. PMID 6359053. S2CID 31993927. doi:10.1353/pbm.1983.0006.
3. 1 2 3 4 5 6 7 8 9  . Drugs.com. American Society of Health-System Pharmacists. 2010-01-01  [2016-09-01]. （原始内容存档于2017-08-08）.
4. ↑  . The PubChem Project. （原始内容存档于2014-04-07）.
5. 1 2  . Micronutrient Information Center, Linus Pauling Institute, Oregon State University. 2014  [2018-03-17]. （原始内容存档于2021-08-19）. Folate is a water-soluble B-vitamin, which is also known as vitamin B9 or folacin.
6. 1 2  . ChemSrc.   [2018-04-12]. （原始内容存档于2021-08-28）.
7. ↑  Bibbins-Domingo, Kirsten; Grossman, David C.; Curry, Susan J.; Davidson, Karina W.; Epling, John W.; García, Francisco A.R.; Kemper, Alex R.; Krist, Alex H.; Kurth, Ann E.; Landefeld, C. Seth; Mangione, Carol M.; Phillips, William R.; Phipps, Maureen G.; Pignone, Michael P.; Silverstein, Michael; Tseng, Chien-Wen. . JAMA. 10 January 2017, 317 (2): 183. doi:10.1001/jama.2016.19438.
8. 1 2 3 4 5 6 7 8  . Health Information. Office of Dietary Supplements, US National Institutes of Health.   [2016-09-01]. （原始内容存档于2016-09-03）.
9. ↑  Bailey, Lynn B. . CRC Press. 2009: 198  [2017-12-18]. ISBN 9781420071252. （原始内容存档于2021-01-22） （英语）.
10. ↑  Obeid, R; Herrmann, W. . Current drug metabolism. October 2012, 13 (8): 1184–95. PMID 22746304.
11. 1 2 3 4 5  Li Y, Huang T, Zheng Y, Muka T, Troup J, Hu FB. . J Am Heart Assoc. 2016, 5 (8): e003768. PMC 5015297 . PMID 27528407. doi:10.1161/JAHA.116.003768.
12. ↑  Pommerville, Glendale Community College Jeffrey C. . Jones & Bartlett Publishers. 2009: 511  [2017-12-18]. ISBN 9780763787127. （原始内容存档于2021-01-22） （英语）.
13. ↑  Marino, Bradley S.; Fine, Katie Snead. . Lippincott Williams & Wilkins. 2009: 131  [2017-12-18]. ISBN 9780781782517. （原始内容存档于2021-01-22） （英语）.
14. ↑  Fardous AM, Heydari AR. . Nutrients. November 2023, 15 (21): 4699. PMC 10648405 . PMID 37960352. doi:10.3390/nu15214699 .
15. ↑  Pond, Wilson G.; Nichols, Buford L.; Brown, Dan L. . CRC Press. 2009: 148. ISBN 9781420077544 （英语）.
16. ↑  Mitchell HK, Snell EE, Williams RJ (1941). "The concentration of "folic acid"". J Am Chem Soc. 63 (8): 2284.[doi:10.1021/ja01853a512]
17. ↑  Hoffbrand AV & Weir DG (2001) The history of folic acid. Br J Haematol 113, 579-589.
18. ↑   (PDF). World Health Organization. April 2015  [2016-12-08]. （原始内容存档 (PDF)于2016-12-13）.
19. ↑  . ClinCalc.   [2024-08-30]. （原始内容存档于2024-08-30）.
20. ↑  . ClinCalc.   [2024-08-30]. （原始内容存档于2020-07-08）.
21. ↑  . International Drug Price Indicator Guide.   [1 September 2016].[永久]
22. ↑  . Allied Publishers. 2004: 451  [2017-12-18]. ISBN 979-8186-06236-3. （原始内容存档于2021-01-06） （英语）.
23. ↑  Zheng Y, Cantley LC. . The Journal of Experimental Medicine. February 2019, 216 (2): 253–266. PMC 6363433 . PMID 30587505. doi:10.1084/jem.20181965.
24. ↑  Berry RJ, Bailey L, Mulinare J, Bower C. . Food Nutr Bull. 2010, 31 (1 Suppl): S22–S35. PMID 20629350. S2CID 36706350. doi:10.1177/15648265100311S103 .
25. ↑  Wilson RD, Wilson RD, Audibert F, Brock JA, Carroll J, Cartier L, Gagnon A, Johnson JA, Langlois S, Murphy-Kaulbeck L, Okun N, Pastuck M, Deb-Rinker P, Dodds L, Leon JA, Lowel HL, Luo W, MacFarlane A, McMillan R, Moore A, Mundle W, O'Connor D, Ray J, Van den Hof M. . Journal of Obstetrics and Gynaecology Canada. June 2015, 37 (6): 534–52. PMID 26334606. doi:10.1016/s1701-2163(15)30230-9 .
26. ↑  . CDC. 2021-04-19  [2021-12-20]. （原始内容存档于2023-07-15）.
27. 1 2  Ebisch IM, Thomas CM, Peters WH, Braat DD, Steegers-Theunissen RP. . Human Reproduction Update. Mar–Apr 2007, 13 (2): 163–74. PMID 17099205. doi:10.1093/humupd/dml054 .
28. ↑  Yang HT, Lee M, Hong KS, Ovbiagele B, Saver JL. . Eur. J. Intern. Med. December 2012, 23 (8): 745–54. PMID 22884409. doi:10.1016/j.ejim.2012.07.004.
29. ↑  Bazzano LA. . Evidence-Based Medicine. August 2011, 16 (4): 117–8. PMID 21402567. S2CID 20470125. doi:10.1136/ebm1204.
30. 1 2 3 4 5  Tian T, Yang KQ, Cui JG, Zhou LL, Zhou XL. . Am. J. Med. Sci. October 2017, 354 (4): 379–387. PMID 29078842. S2CID 3500861. doi:10.1016/j.amjms.2017.05.020.
31. 1 2 3  Zhao M, Wu G, Li Y, Wang X, Hou FF, Xu X, Qin X, Cai Y. . Neurology. May 2017, 88 (19): 1830–1838. PMID 28404799. S2CID 325155. doi:10.1212/WNL.0000000000003909.
32. ↑  Jägerstad M. . Acta Paediatrica. October 2012, 101 (10): 1007–12. PMID 22783992. S2CID 3458384. doi:10.1111/j.1651-2227.2012.02781.x .
33. ↑  Weinstein SJ, Hartman TJ, Stolzenberg-Solomon R, Pietinen P, Barrett MJ, Taylor PR, Virtamo J, Albanes D. . Cancer Epidemiology, Biomarkers & Prevention. November 2003, 12 (11 Pt 1): 1271–2. PMID 14652294. （原始内容存档于2017-02-22）.
34. ↑  Kamen B. . Seminars in Oncology. October 1997, 24 (5 Suppl 18): S18–30–S18–39. PMID 9420019.
35. ↑  Gonen N, Assaraf YG. . Drug Resistance Updates: Reviews and Commentaries in Antimicrobial and Anticancer Chemotherapy. August 2012, 15 (4): 183–210. PMID 22921318. doi:10.1016/j.drup.2012.07.002.
36. ↑  Rubio IT, Cao Y, Hutchins LF, Westbrook KC, Klimberg VS. . Annals of Surgery. May 1998, 227 (5): 772–8; discussion 778–80. PMC 1191365 . PMID 9605669. doi:10.1097/00000658-199805000-00018.
37. ↑  Wolff JE, Hauch H, Kühl J, Egeler RM, Jürgens H. . Anticancer Research. 1998, 18 (4B): 2895–9. PMID 9713483.
38. ↑  Kepka L, De Lassence A, Ribrag V, Gachot B, Blot F, Theodore C, Bonnay M, Korenbaum C, Nitenberg G. . Leukemia & Lymphoma. March 1998, 29 (1–2): 205–9. PMID 9638991. doi:10.3109/10428199809058397.
39. ↑  Shen L, Ji HF. . J. Alzheimers Dis. 2015, 46 (3): 777–90. PMID 25854931. doi:10.3233/JAD-150140.
40. 1 2 3  Ford AH, Almeida OP. . J. Alzheimers Dis. 2012, 29 (1): 133–49. PMID 22232016. doi:10.3233/JAD-2012-111739.
41. ↑  Li MM, Yu JT, Wang HF, Jiang T, Wang J, Meng XF, Tan CC, Wang C, Tan L. . Curr Alzheimer Res. 2014, 11 (9): 844–52. PMID 25274113.
42. ↑  Wald DS, Kasturiratne A, Simmonds M. . Am. J. Med. June 2010, 123 (6): 522–527.e2. PMID 20569758. doi:10.1016/j.amjmed.2010.01.017.
43. ↑  Vreugdenhil G, Wognum AW, van Eijk HG, Swaak AJ. . Annals of the Rheumatic Diseases. February 1990, 49 (2): 93–8. PMC 1003985 . PMID 2317122. doi:10.1136/ard.49.2.93.
44. ↑  Allen RH, Stabler SP, Savage DG, Lindenbaum J. . American Journal of Hematology. June 1990, 34 (2): 90–8. PMID 2339683. S2CID 23092095. doi:10.1002/ajh.2830340204.
45. ↑  Reynolds E. . The Lancet. Neurology. November 2006, 5 (11): 949–60. PMID 17052662. S2CID 2165819. doi:10.1016/S1474-4422(06)70598-1.
46. ↑  Pasricha S, Shet A, Sachdev HP, Shet AS.  (PDF). Indian Pediatrics. October 2009, 46 (10): 857–66. PMID 19887691. （原始内容存档 (PDF)于2010-06-12）.
47. ↑  Alpers DH. . Biochimie. July 2016, 126: 52–6. PMC 4867132 . PMID 26586110. doi:10.1016/j.biochi.2015.11.006.
48. 1 2  Said HM. . Biochem J. August 2011, 437 (3): 357–72. PMC 4049159 . PMID 21749321. doi:10.1042/BJ20110326.
49. ↑  West AA, Caudill MA, Bailey LB. . BP Marriott, DF Birt, VA Stallings, AA Yates  (编). . London, United Kingdom: Academic Press (Elsevier). 2020: 273–88. ISBN 978-0-323-66162-1.
50. ↑  Visentin M, Diop-Bove N, Zhao R, Goldman ID. . Annu Rev Physiol. 2014, 76: 251–74. PMC 3982215 . PMID 24512081. doi:10.1146/annurev-physiol-020911-153251.
51. 1 2  Rossi M, Amaretti A, Raimondi S. . Nutrients. January 2011, 3 (1): 118–34. PMC 3257725 . PMID 22254078. doi:10.3390/nu3010118 .
52. ↑  Rajagopalan PT, Zhang Z, McCourt L, Dwyer M, Benkovic SJ, Hammes GG. . Proceedings of the National Academy of Sciences of the United States of America. October 2002, 99 (21): 13481–6. Bibcode:2002PNAS...9913481R. PMC 129699 . PMID 12359872. doi:10.1073/pnas.172501499 .
53. ↑  McGuire JJ. . Current Pharmaceutical Design. 2003, 9 (31): 2593–613. PMID 14529544. doi:10.2174/1381612033453712.
54. ↑  Boothe DM. . Merck Veterinary Manual. Kenilworth, NJ: Merck & Co., Inc.   [10 October 2019]. （原始内容存档于7 August 2020）.
55. ↑  Verrotti A, Tana M, Pelliccia P, Chiarelli F, Latini G. . Endocr Metab Immune Disord Drug Targets. March 2006, 6 (1): 25–31. PMID 16611162. doi:10.2174/187153006776056657.
56. ↑  Tanoshima M, Kobayashi T, Tanoshima R, Beyene J, Koren G, Ito S. . Clin. Pharmacol. Ther. October 2015, 98 (4): 417–41. PMID 26044279. S2CID 205715968. doi:10.1002/cpt.158.
57. ↑  Veroniki AA, Rios P, Cogo E, Straus SE, Finkelstein Y, Kealey R, Reynen E, Soobiah C, Thavorn K, Hutton B, Hemmelgarn BR, Yazdi F, D'Souza J, MacDonald H, Tricco AC. . BMJ Open. July 2017, 7 (7): e017248. PMC 5642793 . PMID 28729328. doi:10.1136/bmjopen-2017-017248.
58. 1 2 3  Institute of Medicine. . . Washington, DC: The National Academies Press. 1998: 196–305  [201-09-259]. ISBN 978-0-309-06554-2. （原始内容存档于2019-09-25）.
59. ↑   (PDF). 2017. （原始内容存档 (PDF)于2017-08-28）.
60. ↑   (PDF). British Nutrition Foundation.   [2018-07-08]. （原始内容 (PDF)存档于2019-02-11）.
61. ↑  . nlm.nih.gov.   [2015-11-16]. （原始内容存档于2015-11-17）.
62. ↑  . United States Department of Agriculture, Agricultural Research Service. Release 28. 2019-05-07  [2019-05-27].[]
63. ↑  . Food Fortification Initiative. 2017  [2019-04-30]. （原始内容存档于2017-04-04）.
64. 1 2 3 4  . Global Fortification Data Exchange.   [2019-04-30]. （原始内容存档于2019-04-11）.
65. ↑  . Beyondveg.com.   [2019-04-30]. （原始内容存档于2012-10-16）.
66. ↑  Choi JH, Yates Z, Veysey M, Heo YR, Lucock M. . Prev Nutr Food Sci. December 2014, 19 (4): 247–60. PMC 4287316 . PMID 25580388. doi:10.3746/pnf.2014.19.4.247.
67. ↑  Smith AD. . The American Journal of Clinical Nutrition. January 2007, 85 (1): 3–5. PMID 17209170. doi:10.1093/ajcn/85.1.3 .
68. ↑  Wald NJ, Morris JK, Blakemore C. . Public Health Reviews. 2018, 39: 2. PMC 5809909 . PMID 29450103. doi:10.1186/s40985-018-0079-6 .
69. ↑  Dietrich M, Brown CJ, Block G. . Journal of the American College of Nutrition. August 2005, 24 (4): 266–74. PMID 16093404. S2CID 24699315. doi:10.1080/07315724.2005.10719474.
70. 1 2 3  Lanska DJ. . . Handbook of Clinical Neurology 95. 2009: 445–476. ISBN 978-0-444-52009-8. PMID 19892133. doi:10.1016/S0072-9752(08)02130-1.
71. ↑  Pond WG, Nichols BL, Brown DL. . CRC Press. 2009: 148. ISBN 978-1-4200-7754-4 （英语）. Folic acid's discovery started in 1931...
72. ↑  Wills L. . Nutrition Reviews. May 1978, 36 (5): 149–51. PMID 355948. doi:10.1111/j.1753-4887.1978.tb03735.x.
73. ↑  Mitchell HK, Snell EE, Williams RJ. . J Am Chem Soc. 1941, 63 (8): 2284. Bibcode:1941JAChS..63.2284M. doi:10.1021/ja01853a512.
74. ↑  . Allied Publishers. 2004: 451. ISBN 978-81-86062-36-4. （原始内容存档于2017-09-08）.
75. 1 2  Hoffbrand AV, Weir DG. . British Journal of Haematology. June 2001, 113 (3): 579–89. PMID 11380441. S2CID 22925228. doi:10.1046/j.1365-2141.2001.02822.x.
76. ↑  Farber S, Diamond LK. . The New England Journal of Medicine. June 1948, 238 (23): 787–93. PMID 18860765. doi:10.1056/NEJM194806032382301.
77. ↑  Crandall BF, Corson VL, Evans MI, Goldberg JD, Knight G, Salafsky IS. . American Journal of Medical Genetics. July 1998, 78 (4): 381. PMID 9714444. doi:10.1002/(SICI)1096-8628(19980724)78:4<381::AID-AJMG16>3.0.CO;2-E.
78. ↑  Forney B. . Wedgewood Pharmacy. 2017  [2019-09-21]. （原始内容存档于2019-09-21）.

## 外部連結
- Template:Pauling
- Health Canada article about folic acid（页面存档备份，存于）
- Folic Acid Council of Canada
- US Public Health Service information page on folic acid（页面存档备份，存于）
- The primary prevention of birth defects: Multivitamins or folic acid?（页面存档备份，存于）
- Folate and Vitamin B12 at Lab Tests Online（页面存档备份，存于）

生物化學鏈接
- Folate biosynthesis (early stages)
- Folate biosynthesis (later stages)
- Folate coenzymes（页面存档备份，存于）
- C1 metabolism with folate（页面存档备份，存于）
- Formylation, hydroxymethylation and methylation using folate（页面存档备份，存于）
- IUPAC nomenclature of folate related compounds（页面存档备份，存于）